# Kanton Rouillac
Rouillac is een voormalig kanton van het Franse departement Charente. Het kanton maakte sinds januari 2008 deel uit van het arrondissement Cognac, daarvoor behoorde het tot het arrondissement Angoulême. Op 22 maart 2015 fuseerde het kanton met het kanton Hiersac tot het huidige kanton Val de Nouère.

## Gemeenten
Het kanton Rouillac omvatte de volgende gemeenten:
- Anville
- Auge-Saint-Médard
- Bignac
- Bonneville
- Courbillac
- Genac
- Gourville
- Marcillac-Lanville
- Mareuil
- Mons
- Montigné
- Plaizac
- Rouillac (hoofdplaats)
- Saint-Cybardeaux
- Sonneville
- Vaux-Rouillac